# A Origem da Vida
A origem da vida (título em francês, L'origine de la vie, la radiation et les êtres vivants) é um livro escrito por George Lakhovsky, um engenheiro de origem russa, naturalizado francês, criador do aparelho Multiple Wave Oscillator.
Este livro conta as suas experiências, resultados e sua tese de que a doença é um desequilíbrio na oscilação celular, uma luta entre as células sadias e patogênicas (bactérias, vírus e outros): “uma guerra de radiações”. Mostrando inclusive uma foto do seu aparelho o Multiple Wave Oscillator ou MWO.
Descreve também um dispositivo eletrônico capaz de emitir ondas de múltiplos comprimentos, utilizado no combate ao câncer.